# Marinette (film)
Pour les articles homonymes, voir Marinette.
Pour plus de détails, voir Fiche technique et Distribution.
Marinette est un film français réalisé par Virginie Verrier et sorti en 2023. Il s'agit d'un film biographique sur Marinette Pichon, adapté de son autobiographie Ne jamais rien lâcher.
Il a été présenté au festival du film de Tribeca 2023.

## Synopsis
Attirée par le football dès l'enfance, Marinette Pichon fait ses preuves dans un club de garçons à Brienne-le-Château, encouragée par l'entraîneur local, mais doit le quitter à l'âge de 16 ans en application des règles de la fédération.
À la maison, sa mère est victime d'un mari violent et alcoolique. Marinette fait des petits boulots, puis est recrutée par le club de football féminin Saint-Memmie Olympique. Elle s'impose comme attaquante de talent et débute également en équipe de France, mais l'atmosphère délétère dans le groupe la pousse à refuser une sélection, ce qui lui vaut une exclusion temporaire. Réintégrée après 18 mois, elle participe à l'Euro. En parallèle, le père de Marinette est condamné à dix ans de prison pour le viol de sa belle-mère.
Recrutée par le club des Charge de Philadelphie, elle part aux États-Unis avec sa mère et y découvre l'univers du football professionnel, dans un pays où le football féminin est pleinement reconnu. Elle y démarre également une relation de couple avec une Américaine, mais rompt avec elle après avoir été victime de violences de sa part. Marinette devient une star aux États-Unis, elle remporte deux fois le prix de la meilleure joueuse et est félicitée par téléphone par le président George W. Bush en personne. Lorsque la ligue de football américaine fait faillite, elle rentre en France.
Marinette Pichon confirme son statut de plus grande joueuse française de l'histoire et rencontre également la femme de sa vie, Ingrid, joueuse de basket-fauteuil. Elle ne parvient toutefois pas à mener l'équipe de France à la réussite lors des Coupes du monde 2003 et 2007. Jusqu'à la fin de sa carrière, elle prend de plus en plus souvent la parole publiquement pour demander l'instauration d'un véritable statut de football professionnel pour les femmes, comme c'est le cas dans d'autres pays.

## Fiche technique
Sauf indication contraire, les informations mentionnées dans cette section peuvent être confirmées par les bases de données cinématographiques IMDb et Allociné,  présentes dans la section « Liens externes ».
- Titre original : Marinette
- Réalisation : Virginie Verrier
- Scénario : Virginie Verrier, d'après l'autobiographie Ne jamais rien lâcher de Marinette Pichon (ouvrage coécrit avec Fabien Lévêque)
- Musique : Jean-Fabien Dijoud
- Décors : Isabelle Quillard
- Costumes : Elisabeth LeHuger
- Photographie : Xavier Dolléans
- Montage : Jérôme Bréau
- Production : Virginie Verrier
  - Production déléguée : Angeline Massoni
  - Production associée : Marie Besançon
- Sociétés de production : Vigo Films ; coproduit par France 3 Cinéma, Pictanovo et Beside Films ; avec la participation de Canal+, Ciné+ et France Télévisions ; avec le soutien de la région Hauts-de-France et du département de la Somme
- Sociétés de distribution : The Jokers / Les Bookmakers (France), Have A Good One (international)
- Budget : 5,5 millions d'euros
- Pays de production :  France
- Langues originales : français et anglais
- Format : couleur — Dolby Digital
- Genre : drame biographique
- Durée : 96 minutes
- Dates de sortie[1] : 
  - France, Suisse romande : 7 juin 2023

## Distribution
- Garance Marillier : Marinette Pichon
- Émilie Dequenne : la mère de Marinette
- Alban Lenoir : le père de Marinette
- Fred Testot : l'entraîneur de Brienne
- Sylvie Testud : la coach de Saint-Memmie
- Caroline Proust : Élisabeth Loisel, coach de l'équipe de France
- Laurent Richard : Aimé Mignot
- Frankie Wallach : Titi
- June Benard : Marinette, enfant
- Yamé Pertzing : Marinette, adolescente
- Éloïse Bernazzi : la sœur de Marinette, adolescente
- Louisa Chas : la sœur de Marinette, adulte
- Franck Andrieux : Jean-Claude
- Serge Dupire : le médecin du village
- Gore Abrams : Mark Krikorian (en),  l'entraîneur des Charge de Philadelphie
- Candice Chauvin : Pia
- Alicia Wolf : Caroline
- Delphine Bernard : Ingrid Moatti
- Éric Théobald : un journaliste de la conférence de presse

## Production
Le projet de film sur Marinette Pichon, présenté comme « le portrait d’une gamine issue d’un milieu ouvrier que rien ne prédestinait à cette trajectoire hors normes » est révélé début 2022. La réalisatrice-scénariste Virginie Verrier avoue s'être en partie inspirée du long métrage Moi, Tonya (2017) sur la patineuse artistique américaine Tonya Harding.
Le tournage débute le 31 janvier 2022 et se déroule principalement dans la Somme : à Abbeville (notamment au stade Paul-Delique), Albert et Villers-Bretonneux. Quelques scènes sont par ailleurs filmées à Paris, Philadelphie et Washington, D.C..

## Sortie et accueil

### Box-office
| Pays ou région | Box-office     | Date d'arrêt du box-office | Nombre de semaines |
| -------------- | -------------- | -------------------------- | ------------------ |
| France         | 54 551 entrées | 8 août 2023                | 9                  |
| Total mondial  | 331 108 $      | -                          | -                  |

## Distinction

### Sélection
- Festival du film de Tribeca 2023[7]